# Первомайский (Нязепетровский район)
Первома́йский — посёлок в Нязепетровском районе Челябинской области России. Входит в состав Кургинского сельского поселения.

## География
Находится к юго-западу от реки Уфа, примерно в 21 км к западу-юго-западу (WSW) от районного центра, города Нязепетровск, на высоте 293 метров над уровнем моря.

## Население
| 2002 | 2010 |
| ---- | ---- |
| 80   | ↘46  |

По данным Всероссийской переписи, в 2010 году численность населения посёлка составляла 46 человек (17 мужчин и 29 женщин).

## Улицы
Уличная сеть посёлка состоит из 3 улиц.